# Allotinus nivalis
Allotinus nivalis är en fjärilsart som beskrevs av Druce 1873. Allotinus nivalis ingår i släktet Allotinus och familjen juvelvingar. Inga underarter finns listade i Catalogue of Life.